# Guillermo Tell Villegas Pulido
Guillermo Tell Villegas Pulido (Barinas, Estados Unidos de Venezuela, 28 de julio de 1854 - Caracas, Venezuela, 25 de julio de 1949), fue un abogado, periodista y político venezolano. Presidente interino en 1892, durante la crisis de la Revolución Legalista liderada por Joaquín Crespo.

## Biografía

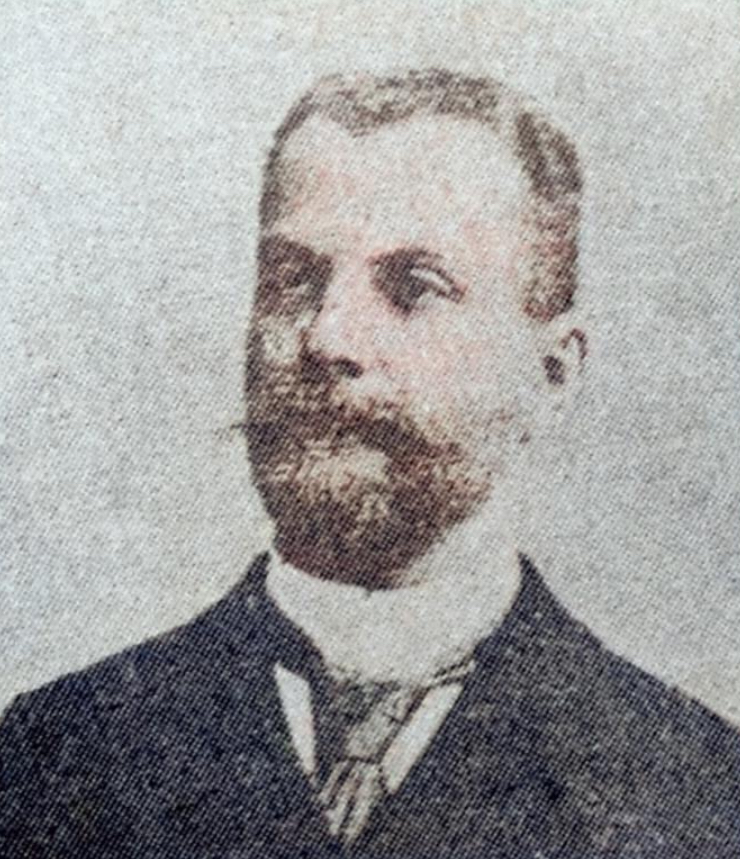
Guillermo Tell Villegas Pulido en la década de 1890.

Hijo de José Antonio Villegas y Nieves Pulido, se traslada a Caracas para estudiar derecho en la Universidad Central de Venezuela, obteniendo el título de abogado en 1875. En 1876 junto con su tío del mismo nombre, funda la escuela «La Paz» en Caracas.
En 1879, es nombrado como comisionado especial de Venezuela en Panamá, además se desempeñó como Secretario de la Gobernación del Distrito Federal (Caracas). Entre 1879 y 1880 es designado como Secretario General del presidente Antonio Guzmán Blanco. En 1881, es designado juez de primera instancia en Caracas y diputado al Congreso Nacional para el estado Bolívar, período 1890-1892.
Tras la dimisión de su tío Guillermo Tell Villegas, asumió la presidencia durante los días de la Revolución Legalista. Gracias a sus influencias, en 1892 ayudó a establecer el Hospital Psiquiátrico de Caracas, después de visitar el Manicomio de Los Teques y observar las condiciones en las que se encontraban los pacientes.
Villegas Pulido en busca de mejores alternativas, remodela un antiguo cuartel situado en el oeste de Caracas, con la ayuda de la comunidad de monjas de San José de Tarbes, se facilita un tren para el traslado de pacientes al nuevo edificio inaugurado el 17 de septiembre de 1892. Durante el gobierno de Joaquín Crespo se exilió de Venezuela. En 1898, a su regreso, fue gobernador de los estados Falcón y Guárico (1900-1901) y Apure (1903-1904), además de fiscal general de Venezuela (1899-1909, 1913-1916 y 1936).
Desde 1906 hasta 1907, fue cónsul de Venezuela en la isla de Trinidad y presidente de la Cámara de Diputados en 1909. En 1912 hasta 1934, se desempeñó como presidente interino de la Orden del Libertador, fue decano de la Facultad de Ciencias Políticas, Vicerrector de la Universidad Central de Venezuela (1930-1933) y miembro fundador de la Academia de Ciencias Políticas y Sociales, se incorporó en 1915, presidiéndola en tres oportunidades.
Villegas Pulido también se dedicó al periodismo. Fue fundador de las revistas Alianza Literaria (1876), La Mayoría (1879), en la ciudad de La Victoria, y el diario Monitor en Ciudad Bolívar (1889), primer periódico que reacciona contra Antonio Guzmán Blanco.

## Obra
Algunos de sus trabajos:
- Jurisprudencia médica venezolana (1916)
- Los extranjeros en Venezuela: su no admisión, su expulsión (1919)
- El Matrimonio - Estudio de Medicina Legal en relación con la Ley Venezolana (1920)
- Estudio sobre el libro El Presidente del doctor R. F. Seijas
- El certificado prenupcial (1938)
- Índice de Leyes y decretos de los Estados Unidos de Venezuela (1939)
- La inquisición de la Paternidad por el examen de la sangre (1940)